# Oxysoma punctatum
Oxysoma punctatum là một loài nhện trong họ Anyphaenidae.
Loài này thuộc chi Oxysoma. Oxysoma punctatum được miêu tả năm 1849 * bởi Hercule Nicolet.